# Bobby Flavell
Bobby Flavell, diminutivo di Robert Wilson Flavell (Annathill, 1º settembre 1921 – Airdrie, 17 marzo 2005) è stato un allenatore di calcio e calciatore scozzese, di ruolo attaccante.

## Carriera

### Giocatore

#### Club
Dopo aver giocato a livello giovanile con il Kirkintilloch Rob Roy, nel 1937, all'età di 16 anni, esordisce tra i professionisti, giocando nella seconda divisione scozzese con l'Airdrieonians; rimane al club anche nella stagione successiva, terminata la quale i campionati vengono interrotti fino al 1945 per via della seconda guerra mondiale, terminata la quale Flavell, ormai ventiquattrenne, riprende a giocare sempre in seconda divisione, torneo del quale nella stagione 1946-1947 è capocannoniere, guadagnandosi anche delle convocazioni in nazionale (in cui esordisce nel 1947). Tra il 1947 ed il 1950 gioca poi nella prima divisione scozzese con l'Hearts, con cui mette a segno 26 reti in 69 partite di campionato.
Nel 1950 lascia la Scozia per andare a giocare ai Millonarios, club della prima divisione colombiana, che era nell'epoca del cosiddetto El Dorado: dopo 3 reti in 12 partite, nel dicembre del 1950 torna però in patria; riceve però una multa di 150 sterline (la più alta mai comminata fino a quel momento ad un calciatore scozzese) ed una squalifica fino al maggio del 1951: riprende a giocare scendendo in campo nella vittoriosa finale di Coppa di Lega scozzese con la maglia del Dundee (a cui era stato ceduto), vincendo peraltro il trofeo anche nella stagione successiva, nella quale gioca anche nella finale di Coppa di Scozia, terminata invece con una sconfitta. Tra il 1951 ed il 1954 totalizza complessivamente 68 presenze e 32 reti nella prima divisione scozzese, per poi passare al Kilmarnock, con cui trascorre un ulteriore biennio in questo campionato, segnando in totale 13 reti in 38 presenze. Si ritira infine nel 1958, all'età di 37 anni, dopo un biennio da complessive 22 presenze e 6 reti con la maglia del St. Mirren.

#### Nazionale
Nel 1947 ha giocato 2 partite e segnato altrettante reti con la nazionale scozzese.

### Allenatore
Dopo aver allenato nelle giovanili del St. Mirren, nel 1961 ha allenato per un breve periodo l'Ayr Utd; nella stagione successiva ha invece guidato il St. Mirren, con cui ha anche giocato (e perso) una finale di Coppa di Scozia. Successivamente nella stagione 1963-1964 ha nuovamente guidato l'Ayr United, mentre nella stagione 1965-1966 e nuovamente dal 1969 al 1972 ha allenato gli Template:Calcio Albon Rovers, in seconda divisione.

## Palmarès

### Giocatore

#### Competizioni nazionali
- Coppa di Lega scozzese: 2

Dundee: 1950-1951, 1951-1952

### Individuale
- Capocannoniere della seconda divisione scozzese: 1

1946-1947